# Rezolucja Rady Bezpieczeństwa ONZ nr 1676
Rezolucja Rady Bezpieczeństwa ONZ nr 1676 została uchwalona 10 maja 2006 podczas 5435. posiedzenia Rady.
Rezolucja dotyczy sytuacji w Somalii i zawiera dość długą listę zaleceń dla sekretarza generalnego odnośnie do działań w tej sprawie. Nie pojawiają się tu jednak żadne nowe elementy, a jedynie kontynuacja rozwiązań zawartych we wcześniejszych rezolucjach. 